# Burlesque (colonna sonora)
Burlesque è la colonna sonora dell'omonimo film, interpretata dalle cantanti e attrici Christina Aguilera e Cher e pubblicata il 18 novembre 2010 dall'etichetta discografica RCA.

## Descrizione
Il disco contiene dieci tracce, otto interpretate da Christina Aguilera e due da Cher, entrambe protagoniste anche dell'omonima pellicola. È stato anticipato dal singolo promozionale di Christina Aguilera Express ed è uscito nei negozi di dischi su scala internazionale in contemporanea con la diffusione nelle sale statunitensi del film.
Per la maggior parte delle tracce è stato prodotto da Christopher Stewart. La decima e ultima, The Beautiful People (From "Burlesque"), è una cover ispirata all'omonimo brano di Marilyn Manson, con un arrangiamento differente rispetto all'originale e una modifica al testo.
La canzone You Haven't Seen the Last of Me scritta da Diane Warren ed interpretata da Cher, ha vinto il Golden Globe 2011 per la miglior canzone originale; nella stessa categoria era in nomination anche il brano Bound to You, scritto e interpretato dalla Aguilera.
L'album ha raggiunto la posizione numero 18 della Billboard 200 ed è stato in classifica per 65 settimane.

## Composizione
Il lavoro per la composizione dell'album avvenne quando Tricky Stewart riuscì a ricevere la conferma positiva dalla Aguilera, impegnata allora nella preparazione del suo sesto album in studio, Bionic. Insieme, i due, hanno scritto due tracce che avrebbero fatto parte della track list ufficiale della colonna sonora, Show Me How You Burlesque e Express. Entrambi hanno poi collaborato nella realizzazione di altre tracce presenti nel disco. Stewart ha prodotto i remake dei brani Somethings Got a Hold On Me e Tough Lover di Etta James.
La Aguilera ha inoltre collaborato con Sia e Samuel Dixon nel brano Bound to You, canzone successivamente nominata ai Golden Globe 2010 come miglior canzone originale. Due tracce, scritte da Diane Warren e prodotte da Matt Serletic, sono interpretate da Cher, Welcome to Burlesque e You Haven't Seen the Last of Me. Quest'ultima oltre ad essere una canzone inedita di Cher ad essere stata pubblicata sul mercato dopo sette anni, ha vinto il Golden Globe per la miglior canzone originale nel 2010. La canzone è stata poi inserita nella versione deluxe del ventiseiesimo album di inediti di Cher, Closer to the Truth.

## Accoglienza
Stephen Thomas di allmusic ha indicato l'album come il vero ritorno della Aguilera e del suo stile da diva che l'aveva caratterizzata in Back to Basics e che l'artista aveva abbandonato per l'elettronico e robotico Bionic. Particolare consenso rivolge alle reinterpretazione di alcune tracce di Etta James, commentando "una parte di questo lavoro è molto buono, in modo particolare quando Christina muove i fianchi nella direzione di Etta James, riportando alla mente il gusto di Ain't No Other Man". Anche Kerri Mason di Billboard ha definito l'album un continuo di Back to Basics: "in Burlesque la Aguilera si cimenta nel jazz di Ella Fitzgerald e in una cover vamp di Mae West, ma le ricopre con una pesante quantità di pop". D'altro canto loda Cher e il suo modo di interpretare con il suo classico "ringhio" il brano You Haven't Seen the Last of Me.

## Tracce
Tutte le tracce sono state interpretate da Christina Aguilera tranne la 2 e la 7, cantate da Cher.
CD (RCA 88697804572 (Sony) / EAN 0886978045720)
1. Something's Got a Hold on Me – 3:04 (Leroy Kirkland, Etta James, Pearl Woods)
2. Welcome to Burlesque – 2:46 (Charlie Midnight, Matthew Gerrard, Steve Lindsey, John Patrick Shanley)
3. Tough Lover – 2:00 (Etta James, Joe Josea)
4. But I Am a Good Girl – 2:30 (Jaques Morali, Alain Bernardini)
5. A Guy What Takes His Time – 2:44 (Ralph Rainger)
6. Express – 4:21 (Christina Aguilera, Claude Kelly, Christopher Stewart)
7. You Haven't Seen the Last of Me – 3:31 (Diane Warren)
8. Bound to You – 4:25 (Christina Aguilera, Sia Furler, Samuel Dixon)
9. Show Me How You Burlesque – 3:00 (Christina Aguilera, Claude Kelly, Christopher Stewart)
10. The Beautiful People (from Burlesque) – 3:32 (Ron Fair, Ester Dean, Stefanie Ridel, Tommy Lee James, Nicole Scherzinger, Laura Pergolizzi, Merlin K. Watson, Larry Summerville Jr., Marilyn Manson, Twiggy Ramirez)

Durata totale: 31:53

## Classifiche
| Classifica (2010)               | Posizione massima |
| ------------------------------- | ----------------- |
| Australia                       | 2                 |
| Austria                         | 5                 |
| Canada Hot 100                  | 16                |
| Danimarca                       | 38                |
| Francia                         | 108               |
| Germania                        | 86                |
| Messico                         | 11                |
| Nuova Zelanda                   | 5                 |
| Paesi Bassi                     | 78                |
| Spagna                          | 69                |
| Svizzera                        | 8                 |
| USA Billboard 200               | 18                |
| USA Billboard Soundtracks       | 1                 |
| USA Billboard Tastemaker Albums | 18                |

### Classifiche di fine anno
| Classifica di fine anno (2011) | Posizione |
| ------------------------------ | --------- |
| Stati Uniti                    | 53        |